# Wonderland Remixed
Wonderland Remixed è un album di remix del DJ statunitense Steve Aoki, pubblicato il 10 luglio 2012 dalla Dim Mak Records.

## Descrizione
Contiene 13 remix di gran parte dei brani pubblicati nel primo album in studio di Aoki Wonderland, uscito anch'esso nel 2012, con l'aggiunta di due inediti: la seconda parte di Ladi Dadi e Beat Down, unico singolo estratto dall'album.

## Tracce
1. Earthquakey People (feat. Rivers Cuomo) (Alvin Risk Remix) – 3:39
2. Ladi Dadi (feat. Wynter Gordon) (Tommy Trash Remix) – 5:14
3. Heartbreaker (feat. Lovefoxxx) (metalmouse Remix) – 4:39
4. Come with Me (Deadmeat) (feat. Polina) (Jidax Remix) – 5:58
5. Emergency (feat. Lil Jon & Chiddy Bang) (Laidback Luke Remix) – 5:21
6. Cudi the Kid (feat. Kid Cudi & Travis Barker) (Lucky Date VIP Drumstep Edit) – 3:49
7. Control Freak (feat. Blaqstarr & Kay) (Dillon Francis Remix) – 3:55
8. Steve Jobs (feat. Angger Dimas) (Moguai Remix) – 6:18
9. Heartbreaker (feat. Lovefoxxx) (James Frew Remix) – 5:23
10. Cudi the Kid (feat. Kid Cudi & Travis Barker) (Third Party Remix) – 5:08
11. Ooh (feat. Rob Roy) (Mustard Pimp Remix) – 5:40
12. The Kids Will Have Their Say (feat. Sick Boy) (Bassnectar Remix) – 4:06
13. Emergency (feat. Lil Jon & Chiddy Bang) (Clockwork Remix) – 5:28
14. Ladi Dadi (Part II) (feat. Wynter Gordon) – 4:45
15. Beat Down (Steve Aoki & Angger Dimas feat. Iggy Azalea) – 4:04